# Peter Ueberroth
Peter Ueberroth (Evanston, 2 de setembro de 1937) é um executivo estadunidense. Foi eleito pela revista de notícia Time como Pessoa do Ano em 1975, representando The Whistleblowers.